# 서산 (기업)
서산(Seosan Co. Ltd.)은 대한민국의 콘크리트 기업이다. 본사는 광주광역시 광산구 하남산단4번로 143에 위치해 있다. 대표이사는 염홍섭이다.

## 역사
1974년 동광산업(주)로 시작하였다

## 종속기업
- (주)성암
- (주)성암에너지
- 성암아스콘
- 사단법인 성암복지문화재단

## 참고 문헌
1. ↑  김영신, 남양유업처럼 개인 최대주주 지분 50% 넘는 상장사는 34곳, 연합뉴스, 2021-05-10
2. ↑  대표이사의 손자
3. ↑  이진철, 서산, 레미콘·콘크리트 업체, 이데일리, 2005.01.08

## 같이 보기
- 광주방송